# Fußball-Club Bayern München 1980-1981
Questa voce raccoglie le informazioni riguardanti il Fußball-Club Bayern München nelle competizioni ufficiali della stagione 1980-1981.

## Stagione
In questa stagione grande protagonista è sicuramente Karl-Heinz Rummenigge che, oltre ad essere capocannoniere sia in campionato che in Coppa dei Campioni, vince anche il Pallone d'oro; è inoltre l'ultimo anno nel club per Hans-Georg Schwarzenbeck. A livello di squadra il Bayern viene presto eliminato nella coppa nazionale, tuttavia vince il settimo titolo tedesco. In campo internazionale, poi, i tedeschi arrivano alle semifinali della Coppa dei Campioni, dove sono eliminati dai futuri campioni del Liverpool. Gli inglesi vanno però in finale solo grazie alla regola dei gol fuori casa: dopo lo 0-0 ottenuto all'Anfield ai bavaresi è fatale l'1-1 casalingo.

## Maglie e sponsor
| Casa | Trasferta |  |

## Rosa
| N. |                     | Ruolo | Calciatore               |
| -- | ------------------- | ----- | ------------------------ |
|    | Germania (bandiera) | P     | Walter Junghans          |
|    | Germania (bandiera) | P     | Manfred Müller           |
|    | Germania (bandiera) | D     | Klaus Augenthaler        |
|    | Germania (bandiera) | D     | Udo Horsmann             |
|    | Germania (bandiera) | D     | Kurt Niedermayer         |
|    | Germania (bandiera) | D     | Hans-Georg Schwarzenbeck |
|    | Germania (bandiera) | D     | Hans Weiner              |
|    | Germania (bandiera) | C     | Joachim Benfeld          |
|    | Germania (bandiera) | C     | Paul Breitner            |
|    | Germania (bandiera) | C     | Wolfgang Dremmler        |

| N. |                     | Ruolo | Calciatore            |
| -- | ------------------- | ----- | --------------------- |
|    | Germania (bandiera) | C     | Bernd Dürnberger      |
|    | Germania (bandiera) | C     | Günter Güttler        |
|    | Germania (bandiera) | C     | Wolfgang Kraus        |
|    | Germania (bandiera) | C     | Jürgen Röber          |
|    | Germania (bandiera) | A     | Karl Del'Haye         |
|    | Germania (bandiera) | A     | Dieter Hoeneß         |
|    | Germania (bandiera) | A     | Norbert Janzon        |
|    | Germania (bandiera) | A     | Reinhold Mathy        |
|    | Germania (bandiera) | A     | Karl-Heinz Rummenigge |
|    | Germania (bandiera) | A     | Werner Steinkirchner  |

## Organigramma societario
Area direttiva
- Presidente:  Willi O. Hoffmann

Area tecnica
- Allenatore: Pál Csernai
- Allenatore in seconda: Reinhard Saftig
- Preparatore dei portieri:
- Preparatori atletici:

## Calciomercato

### Sessione estiva
| Acquisti | Acquisti             | Acquisti            | Acquisti |
| R.       | Nome                 | da                  | Modalità |
| -------- | -------------------- | ------------------- | -------- |
| A        | Karl Del'Haye        | Borussia M'gladbach |          |
| C        | Pasi Rautiainen      | HJK                 |          |
| C        | Jürgen Röber         | Werder Brema        |          |
| A        | Werner Steinkirchner | Kickers Stoccarda   |          |

| Cessioni | Cessioni          | Cessioni          | Cessioni |
| R.       | Nome              | a                 | Modalità |
| -------- | ----------------- | ----------------- | -------- |
| D        | Peter Gruber      | Dallas Tornado    |          |
| C        | Branko Oblak      | SV Spittal/Drau   |          |
| A        | Wilhelm Reisinger | Kickers Stoccarda |          |

### Sessione invernale
| Acquisti | Acquisti | Acquisti | Acquisti |
| R.       | Nome     | da       | Modalità |
| -------- | -------- | -------- | -------- |

| Cessioni | Cessioni        | Cessioni          | Cessioni |
| R.       | Nome            | a                 | Modalità |
| -------- | --------------- | ----------------- | -------- |
| D        | Einar Aas       | Nottingham Forest |          |
| C        | Pasi Rautiainen | Werder Brema      |          |

## Risultati

### Bundesliga

#### Girone di andata
| Arbitro: | Stäglich |

|  |           |                                         |
|  | Marcatori | 41’ Rummenigge 77’, 80’ (rig.) Breitner |

| Arbitro: | Engel |

|                                                                      |           |                                 |
| Breitner 42’ (rig.) Horsmann 70’ Augenthaler 72’ Rummenigge 81’, 85’ | Marcatori | 50’, 76’ Burgsmüller 86’ Votava |

| Arbitro: | Heitmann |

|                                  |           |  |
| Bommer 62’ Allofs 84’ Allofs 87’ | Marcatori |  |

| Arbitro: | Hontheim |

|                                                     |           |            |
| Rummenigge 36’, 52’ Hoeneß 54’, 61’ Augenthaler 57’ | Marcatori | 43’ Kügler |

| Arbitro: | Horstmann |

|               |           |                        |
| Sackewitz 21’ | Marcatori | 9’ Dremmler 77’ Hoeneß |

| Arbitro: | Gabor |

|                              |           |  |
| Hoeneß 45’, 76’ Breitner 58’ | Marcatori |  |

| Arbitro: | Hennig |

|           |           |                          |
| Klotz 88’ | Marcatori | 32’ Dürnberger 73’ Kraus |

| Arbitro: | Eschweiler |

|                                |           |            |
| Rummenigge 62’ Augenthaler 86’ | Marcatori | 67’ Dreßel |

| Arbitro: | Assenmacher |

|             |           |                                                    |
| Năstase 62’ | Marcatori | 18’ Niedermayer 19’ (rig.) Breitner 70’ Rummenigge |

| Arbitro: | Föckler |

|                                   |           |           |
| Rummenigge 3’, 22’ Dürnberger 29’ | Marcatori | 84’ Knüwe |

| Arbitro: | Ohmsen |

|  |           |                 |
|  | Marcatori | 77’ Niedermayer |

| Arbitro: | Risse |

|                                       |           |                        |
| Rummenigge 10’, 30’, 59’ Horsmann 20’ | Marcatori | 83’ Eder 85’ Oberacher |

| Arbitro: | Ahlenfelder |

|                                                |           |                            |
| Bongartz 13’ Funkel 50’ Briegel 65’ Melzer 75’ | Marcatori | 21’ Niedermayer 42’ Hoeneß |

| Arbitro: | Aldinger |

|               |           |           |
| Dürnberger 3’ | Marcatori | 9’ Strack |

| Francoforte sul Meno 29 novembre 1980, ore 15:30 CET 15ª giornata | Eintracht Francoforte | 0 – 0 referto | Bayern Monaco | Waldstadion (58 500 spett.)\| Arbitro: \| Walz \| |
| Arbitro:                                                          | Walz                  |               |               |                                                   |

| Arbitro: | Roth |

|                                      |           |  |
| Hoeneß 55’, 70’ Augenthaler 59’, 66’ | Marcatori |  |

| Arbitro: | Waltert |

|                                 |           |                                |
| Raschid 34’ Dremmler 38’ (aut.) | Marcatori | 52’ Weiner 79’ (rig.) Breitner |

#### Girone di ritorno
| Arbitro: | Redelfs |

|              |           |          |
| Del'Haye 77’ | Marcatori | 18’ Bold |

| Arbitro: | Horstmann |

|                             |           |                       |
| Wagner 25’ Huber 61’ (rig.) | Marcatori | 4’ Breitner 86’ Kraus |

| Arbitro: | Messmer |

|                                    |           |                       |
| Kraus 22’, 76’ Breitner 39’ (rig.) | Marcatori | 51’ Wenzel 67’ Allofs |

| Arbitro: | Luca |

|                         |           |                          |
| Fischer 4’ Bittcher 88’ | Marcatori | 50’ Kraus 66’ Rummenigge |

| Arbitro: | Clajus |

|                                                          |           |               |
| Rummenigge 7’ (rig.), 69’ Janzon 8’ Niedermayer 40’, 43’ | Marcatori | 52’ Sackewitz |

| Arbitro: | Horeis |

|                     |           |  |
| Økland 4’, 19’, 24’ | Marcatori |  |

| Arbitro: | Ahlenfelder |

|              |           |              |
| Breitner 45’ | Marcatori | 39’ Allgöwer |

| Arbitro: | Eschweiler |

|                         |           |                             |
| Magath 48’ Hrubesch 54’ | Marcatori | 67’ Rummenigge 89’ Breitner |

| Arbitro: | Pauly |

|              |           |              |
| Horsmann 57’ | Marcatori | 78’ Scheller |

| Arbitro: | Hontheim |

|         |           |                                                 |
| Abel 4’ | Marcatori | 11’ (rig.) Breitner 70’ Horsmann 74’ Rummenigge |

| Arbitro: | Walz |

|                                         |           |           |
| Rummenigge 21’, 32’, 47’, 53’ Mathy 76’ | Marcatori | 13’ Dietz |

| Arbitro: | Hennig |

|  |           |                |
|  | Marcatori | 75’ Rummenigge |

| Arbitro: | Stäglich |

|                                                 |           |  |
| Niedermayer 42’ Breitner 48’ (rig.), 62’ (rig.) | Marcatori |  |

| Arbitro: | Redelfs |

|  |           |                                               |
|  | Marcatori | 9’ (rig.) Breitner 15’ Hoeneß 75’ Niedermayer |

| Arbitro: | Eschweiler |

|                                                                               |           |                      |
| Kraus 54’ Breitner 60’ (rig.), 64’, 85’ Rummenigge 77’ (rig.), 80’ Hoeneß 90’ | Marcatori | 81’ Borchers 86’ Cha |

| Arbitro: | Föckler |

|             |           |                                          |
| Nielsen 76’ | Marcatori | 20’, 56’, 89’ Rummenigge 63’ Niedermayer |

| Arbitro: | Uhlig |

|                                                      |           |  |
| Niedermayer 53’ Rummenigge 64’, 76’ (rig.) Mathy 87’ | Marcatori |  |

### Coppa di Germania
| Arbitro: | Niebergall |

|                    |           |  |
| Rummenigge 7’, 14’ | Marcatori |  |

| Arbitro: | Tritschler |

|                                              |           |                         |
| Rummenigge 9’, 78’ Del'Haye 83’ Horsmann 89’ | Marcatori | 57’ Makan 67’ Respondek |

| Arbitro: | Redelfs |

|                       |           |                 |
| Briegel 26’ Neues 71’ | Marcatori | 86’ Augenthaler |

### Coppa dei Campioni
| Arbitro: | Palotai |

|                          |           |                                            |
| Galakos 26’ Ahlström 82’ | Marcatori | 22’, 64’ Dremmler 57’ Rummenigge 57’ Kraus |

| Arbitro: | Valentine |

|                                           |           |  |
| Hoeneß 2’ Rummenigge 6’ Janzon 68’ (rig.) | Marcatori |  |

| Arbitro: | Agnolin |

|                                                    |           |             |
| Dürnberger 44’ Rummenigge 52’, 83’ Hoeneß 80’, 90’ | Marcatori | 37’ Arnesen |

| Arbitro: | Linemayr |

|                              |           |                |
| Wiggemansen 16’ Rijkaard 18’ | Marcatori | 81’ Rummenigge |

| Arbitro: | Mattsson |

|                                |           |  |
| Janzon 48’ Breitner 89’ (rig.) | Marcatori |  |

| Arbitro: | Hunting |

|                     |           |                                         |
| Němec 12’ Lička 71’ | Marcatori | 8’ Hoeneß 26’, 32’ Kraus 38’ Dürnberger |

| Liverpool 8 aprile 1981, ore 20:30 CEST Semifinale | Liverpool | 0 – 0 referto | Bayern Monaco | Anfield (44 543 spett.)\| Arbitro: \| Christov \| |
| Arbitro:                                           | Christov  |               |               |                                                   |

| Arbitro: | Garrido |

|                |           |             |
| Rummenigge 87’ | Marcatori | 82’ Kennedy |

## Statistiche

### Statistiche di squadra
| Competizione       | Punti | In casa | In casa | In casa | In casa | In casa | In casa | In trasferta | In trasferta | In trasferta | In trasferta | In trasferta | In trasferta | Totale | Totale | Totale | Totale | Totale | Totale | DR  |
| Competizione       | Punti | G       | V       | N       | P       | Gf      | Gs      | G            | V            | N            | P            | Gf           | Gs           | G      | V      | N      | P      | Gf     | Gs     | DR  |
| ------------------ | ----- | ------- | ------- | ------- | ------- | ------- | ------- | ------------ | ------------ | ------------ | ------------ | ------------ | ------------ | ------ | ------ | ------ | ------ | ------ | ------ | --- |
| Bundesliga         | 53    | 17      | 13      | 4       | 0       | 57      | 18      | 17           | 9            | 5            | 3            | 32           | 23           | 34     | 22     | 9      | 3      | 89     | 41     | +48 |
| Coppa di Germania  | -     | 2       | 2       | 0       | 0       | 6       | 2       | 1            | 0            | 0            | 1            | 1            | 2            | 3      | 2      | 0      | 1      | 7      | 4      | +3  |
| Coppa dei Campioni | -     | 4       | 3       | 1       | 0       | 11      | 2       | 4            | 2            | 1            | 1            | 9            | 6            | 8      | 5      | 2      | 1      | 20     | 8      | +12 |
| Totale             | 53    | 23      | 18      | 5       | 0       | 74      | 22      | 22           | 11           | 6            | 5            | 42           | 31           | 45     | 29     | 11     | 5      | 116    | 53     | +63 |

### Andamento in campionato
| Giornata  | 1 | 2 | 3 | 4 | 5 | 6 | 7 | 8 | 9 | 10 | 11 | 12 | 13 | 14 | 15 | 16 | 17 | 18 | 19 | 20 | 21 | 22 | 23 | 24 | 25 | 26 | 27 | 28 | 29 | 30 | 31 | 32 | 33 | 34 |
| --------- | - | - | - | - | - | - | - | - | - | -- | -- | -- | -- | -- | -- | -- | -- | -- | -- | -- | -- | -- | -- | -- | -- | -- | -- | -- | -- | -- | -- | -- | -- | -- |
| Luogo     | T | C | T | C | T | C | T | C | T | C  | T  | C  | T  | C  | T  | C  | T  | C  | T  | C  | T  | C  | T  | C  | T  | C  | T  | C  | T  | C  | T  | C  | T  | C  |
| Risultato | V | V | P | V | V | V | V | V | V | V  | V  | V  | P  | N  | N  | V  | N  | N  | N  | V  | N  | V  | P  | N  | N  | N  | V  | V  | V  | V  | V  | V  | V  | V  |
| Posizione | 3 | 1 | 5 | 2 | 2 | 1 | 1 | 1 | 1 | 1  | 1  | 1  | 2  | 1  | 2  | 2  | 2  | 2  | 2  | 2  | 2  | 2  | 2  | 2  | 2  | 2  | 2  | 1  | 1  | 1  | 1  | 1  | 1  | 1  |

Legenda:

Luogo: C = Casa; T = Trasferta. Risultato: V = Vittoria; N = Pareggio; P = Sconfitta.

### Statistiche dei giocatori
!! colspan="4" | Totale

| Giocatore        | Bundesliga | Bundesliga | Bundesliga  | Bundesliga | Coppa di Germania | Coppa di Germania | Coppa di Germania | Coppa di Germania | Coppa dei Campioni E. Aas | Coppa dei Campioni E. Aas | Coppa dei Campioni E. Aas | Coppa dei Campioni E. Aas | 7        | 0    | 2           | 0          | 1 | 0 | 0 | 0 | 2 | 0 | 0 | 0 | 10 | 0 | 2 | 0 |
| Giocatore        | Presenze   | Reti       | Ammonizioni | Espulsioni | Presenze          | Reti              | Ammonizioni       | Espulsioni        | Presenze                  | Reti                      | Ammonizioni               | Espulsioni                | Presenze | Reti | Ammonizioni | Espulsioni |   |   |   |   |   |   |   |   |    |   |   |   |
| K. Augenthaler   | 33         | 5          | 4           | 0          | 3                 | 1                 | 1                 | 0                 | 7                         | 0                         | 0                         | 0                         | 43       | 6    | 5           | 0          |   |   |   |   |   |   |   |   |    |   |   |   |
| J. Benfeld       | 0          | 0          | 0           | 0          | 0                 | 0                 | 0                 | 0                 | 0                         | 0                         | 0                         | 0                         | 0        | 0    | 0           | 0          |   |   |   |   |   |   |   |   |    |   |   |   |
| P. Breitner      | 30         | 17         | 0           | 0          | 2                 | 0                 | 0                 | 0                 | 8                         | 1                         | 0                         | 0                         | 40       | 18   | 0           | 0          |   |   |   |   |   |   |   |   |    |   |   |   |
| K. Del'Haye      | 13         | 1          | 2           | 0          | 3                 | 1                 | 0                 | 0                 | 5                         | 0                         | 0                         | 0                         | 21       | 2    | 2           | 0          |   |   |   |   |   |   |   |   |    |   |   |   |
| W. Dremmler      | 33         | 1          | 1           | 0          | 3                 | 0                 | 1                 | 0                 | 8                         | 2                         | 0                         | 0                         | 44       | 3    | 2           | 0          |   |   |   |   |   |   |   |   |    |   |   |   |
| B. Dürnberger    | 33         | 3          | 0           | 0          | 3                 | 0                 | 0                 | 0                 | 8                         | 2                         | 0                         | 0                         | 44       | 5    | 0           | 0          |   |   |   |   |   |   |   |   |    |   |   |   |
| G. Güttler       | 1          | 0          | 0           | 0          | 0                 | 0                 | 0                 | 0                 | 0                         | 0                         | 0                         | 0                         | 1        | 0    | 0           | 0          |   |   |   |   |   |   |   |   |    |   |   |   |
| D. Hoeneß        | 27         | 10         | 0           | 0          | 2                 | 0                 | 0                 | 0                 | 7                         | 4                         | 0                         | 0                         | 36       | 14   | 0           | 0          |   |   |   |   |   |   |   |   |    |   |   |   |
| U. Horsmann      | 34         | 4          | 2           | 0          | 3                 | 1                 | 0                 | 0                 | 8                         | 0                         | 0                         | 0                         | 45       | 5    | 2           | 0          |   |   |   |   |   |   |   |   |    |   |   |   |
| N. Janzon        | 24         | 1          | 0           | 0          | 3                 | 0                 | 0                 | 0                 | 4                         | 2                         | 0                         | 0                         | 31       | 3    | 0           | 0          |   |   |   |   |   |   |   |   |    |   |   |   |
| W. Junghans      | 19         | 0          | 1           | 0          | 3                 | 0                 | 0                 | 0                 | 4                         | 0                         | 0                         | 0                         | 26       | 0    | 1           | 0          |   |   |   |   |   |   |   |   |    |   |   |   |
| W. Kraus         | 30         | 6          | 1           | 0          | 3                 | 0                 | 0                 | 0                 | 8                         | 3                         | 1                         | 0                         | 41       | 9    | 2           | 0          |   |   |   |   |   |   |   |   |    |   |   |   |
| R. Mathy         | 3          | 2          | 0           | 0          | 0                 | 0                 | 0                 | 0                 | 0                         | 0                         | 0                         | 0                         | 3        | 2    | 0           | 0          |   |   |   |   |   |   |   |   |    |   |   |   |
| M. Müller        | 17         | 0          | 0           | 0          | 0                 | 0                 | 0                 | 0                 | 4                         | 0                         | 0                         | 0                         | 21       | 0    | 0           | 0          |   |   |   |   |   |   |   |   |    |   |   |   |
| K. Niedermayer   | 32         | 9          | 2           | 0          | 3                 | 0                 | 0                 | 0                 | 7                         | 0                         | 0                         | 0                         | 42       | 9    | 2           | 0          |   |   |   |   |   |   |   |   |    |   |   |   |
| P. Rautiainen    | 1          | 0          | 0           | 0          | 0                 | 0                 | 0                 | 0                 | 0                         | 0                         | 0                         | 0                         | 1        | 0    | 0           | 0          |   |   |   |   |   |   |   |   |    |   |   |   |
| K. Rummenigge    | 34         | 29         | 3           | 0          | 3                 | 4                 | 0                 | 0                 | 8                         | 6                         | 0                         | 0                         | 45       | 39   | 3           | 0          |   |   |   |   |   |   |   |   |    |   |   |   |
| J. Röber         | 14         | 0          | 0           | 0          | 2                 | 0                 | 0                 | 0                 | 3                         | 0                         | 0                         | 0                         | 19       | 0    | 0           | 0          |   |   |   |   |   |   |   |   |    |   |   |   |
| G. Schwarzenbeck | 0          | 0          | 0           | 0          | 0                 | 0                 | 0                 | 0                 | 0                         | 0                         | 0                         | 0                         | 0        | 0    | 0           | 0          |   |   |   |   |   |   |   |   |    |   |   |   |
| W. Steinkirchner | 0          | 0          | 0           | 0          | 0                 | 0                 | 0                 | 0                 | 0                         | 0                         | 0                         | 0                         | 0        | 0    | 0           | 0          |   |   |   |   |   |   |   |   |    |   |   |   |
| H. Weiner        | 31         | 1          | 0           | 0          | 1                 | 0                 | 0                 | 0                 | 6                         | 0                         | 0                         | 0                         | 38       | 1    | 0           | 0          |   |   |   |   |   |   |   |   |    |   |   |   |